# Андерс Ерікссон
Андерс Ерікссон (швед. K. Anders Ericsson) — шведський психолог і професор психології в університеті штату Флорида, відомий своїми дослідженнями психологічної природи експертизи і людської продуктивності.

## Зноски
1. ↑  Бібліотека Конгресу — Library of Congress.
2. ↑  Psychology Professor Anders Ericsson — the world’s top expert on expertise — dies — Університет штату Флорида, 2020.
3. 1 2 3 4 5  Чеська національна авторитетна база даних
4. ↑  ORCID Public Data File 2020 — 2020. — doi:10.23640/07243.13066970.V1